# 第22SS義勇騎兵師団
第22SS義勇騎兵師団（22.SS-Freiwilligen-Kavallerie-Division）は、ナチスの武装親衛隊に所属する師団の一つ。
第8SS騎兵師団フロリアン・ガイエルから抽出した1個連隊の要員を基幹とし、これに徴募したドイツ系ハンガリー人を加えて定数を満たした。「女帝」マリア・テレジアに由来する部隊名「マリア・テレジア」は俗称であり、正式名称ではないとされる。しかし部隊章はマリア・テレジアのお気に入りのヤグルマギクからである。
ハンガリーでの編制・訓練を経てルーマニア戦線で初陣を果たし、オットー・スコルツェニーが活躍したパンツァーファウスト作戦にも参加。赤軍がハンガリーに迫るとブダペストを防衛する第9SS山岳軍団に編入、1944年12月からブダペストでソ連軍に包囲され、激しい市街戦の末1945年2月に壊滅した。

## 師団創設とルーマニアでの戦闘
1944年4月29日、新しいSS騎兵師団創設の骨格として第8SS騎兵師団フロリアン・ガイエルから第17義勇騎兵連隊が抽出され、ハンガリー国内で編成を開始した。師団の中核はこの連隊出身のベテラン指揮官で構成されたが、大部分は地元で徴募されたドイツ系ハンガリー人が占めていた。
8月前半、ドイツ陸軍総司令部は訓練中の師団から第52義勇騎兵連隊をルーマニア戦線へ抽出することを決めた。第17義勇騎兵連隊は残りの部隊を訓練するためにハンガリーに残留した。
第52義勇騎兵連隊には独立して戦闘を行えるよう火砲などの装備が増強され、指揮官の名をとってヴィーデマン戦闘団としてルーマニアのアラドまで輸送され、デブレツェン周辺に展開する第3装甲軍団の麾下に入った。9月30日、アラド市周辺の防衛線に進出したが、同日には早くもヴィーデマン戦闘団長が戦死。10月2日、ロディオン・マリノフスキー元帥率いるソ連第2ウクライナ戦線正面軍の先鋒がアラド市に向けて威力偵察を開始。指揮を引き継いだアーマイザー戦闘団長は数度の攻撃を撃退することに成功した。しかし10月6日、ソ連第2ウクライナ戦線正面軍はいよいよデブレツェンに対し総攻撃を開始した。10月8日にはソ連軍は戦闘団を完全に包囲、さらに装甲部隊による大規模な突破作戦を仕掛けて2つに分断した。分断された一方のグループは翌日苦闘の末Harmas川の渡河に成功し友軍戦線に合流できた。もう一方の戦闘団残余もアーマイザーが陣頭指揮を取り、重装備を全て失いつつ敵前線後方200マイルを3週間かけて突破、10月30日アーマイザー自身を含む48人の生存者がブダペストの南のドナフェルドバールの町でドイツ軍部隊と合流出来た。 この行動により、1944年11月1日、彼は騎士十字章を授与された。

## パンツァーファウスト作戦
さかのぼって1944年10月中旬、ハンガリーの親ドイツ派よりハンガリー摂政ホルティ・ミクローシュとソ連による秘密交渉の情報がもたらされた。ナチス・ドイツ総統アドルフ・ヒトラーはホルティ政権がソ連との単独講和にこぎつける前にその転覆を目論み、その実行をオットー・スコルツェニーに命じる。政権転覆計画はパンツァーファウスト作戦と名付けられ、ハンガリー本土に残っていた師団の中で行動可能な全部隊がこの作戦に参加することとなる。
作戦は10月15日0600に開始された。まずティーガーII2両を先頭に立てた独軍車列がブダペストの中心部にあるブダの丘の城塞を占拠し、同時に行われたミッキーマウス作戦でホルティの末息子ニコラスを拘留した。これによりホルティは特別列車で「賓客」としてドイツに送られそのまま摂政を退位することとなり、ハンガリーは親ドイツ派の矢十字党が支配するところとなった。

## ブダペスト防衛戦
キシュベール近郊で最終訓練を終了した同師団は、ハンガリーの首都ブダペストの防衛に配備されている第9SS山岳軍団に編入された。しかし師団がブダペスト市内で配置についた11月初旬に戦況は急激に悪化、ソ連の第3ウクライナ方面軍はドイツ第23、24装甲師団を蹴散らし、ブダペスト南部でドナウ川渡河に成功する。一方、第2ウクライナ方面軍もブダペスト北方から迫り、12月25日には第9SS山岳軍団（第8SS騎兵師団、第22SS義勇騎兵師団、第23装甲師団、フェルトヘルンハレ装甲擲弾兵師団など）のドイツ軍50,000人、ハンガリー軍30,000人が市民800,000人以上と共にブダペスト市内に包囲された。
ドイツ軍はポーランド戦線から密かに引き抜いた第4SS装甲軍団を主力とした救出作戦（コンラート作戦）を1945年1月1日未明に発動させる。
救出作戦が進行する中、ブダペスト市内では苛烈な戦闘が継続していた。ソ連軍が送り込んだ砲兵の規模は4個砲兵師団以上にのぼり、他に多くのロケット砲旅団、迫撃砲旅団が市内各所に砲弾の雨を降らせた。攻勢はまずペスト側（ドナウ川東岸側）に集中。守備側も粘り強く戦い続けたが1月18日にはペストを放棄。ブダペスト南方からの突破に作戦をシフトした救出部隊はドナウ川まで到達したが薄い側面の防備とソ連軍の抵抗の増大で突破の限界に達した。救出部隊からの再三の自力脱出要請にもかかわらず、第9SS山岳軍団長カール・プフェッファー・ヴィルデンブルッフはヒトラー総統の死守命令に盲従し続けた。
1月27日、ソ連軍は備えの薄い救出部隊の側面へ攻撃を開始したため、ついに救出部隊はブダペスト突入を放棄しバラトン湖までの撤退を決意。以後もブダ包囲網内では激しい戦闘が継続されるが、戦線は徐々に縮められる中脱出の見込みは全くなくなった。
2月13日、ヒトラーはようやく正式の脱出許可を下したが、時すでに遅く脱出を試みた2000名の内、友軍戦線にたどり着いたのは700名余りでしかなかった。2月14日、ブダペストは陥落した。
ブダペストから生還した第22SS義勇騎兵師団所属の将兵は170名余り。他に高射砲部隊等が第32SS義勇擲弾兵師団に派遣されていたためブダペスト防衛戦への参加を免れていたが、包囲戦終了後部隊の再建は放棄され、彼らは第37SS義勇騎兵師団に組み入れられた。

### 1945年1月現在のブダペスト防衛戦における戦闘序列
- 第22SS義勇騎兵師団司令部
  - 第52SS騎兵連隊
  - 第53SS騎兵連隊
  - 第54SS騎兵連隊
  - 第17SS騎兵連隊
  - 第22SS砲兵連隊
  - 第22SS機甲偵察大隊
  - 第22SS戦車猟兵大隊
  - 第22SS工兵大隊
  - 第22SS通信大隊
  - 第22SS師団補給隊
  - 第22SS管理大隊
  - 第22SS衛生大隊